# Belgische Unihockeynationalmannschaft der Frauen
Die belgische Unihockeynationalmannschaft der Frauen repräsentiert Belgien bei Länderspielen und internationalen Turnieren in der Sportart Unihockey.

## Platzierungen

### Weltmeisterschaften
| WM   | Austragungsort(e)           | Platz                                                     |
| ---- | --------------------------- | --------------------------------------------------------- |
| 1997 | Mariehamn und Godby         | nicht teilgenommen                                        |
| 1999 | Borlänge                    | nicht teilgenommen                                        |
| 2001 | Riga                        | nicht teilgenommen                                        |
| 2003 | Bern, Gümligen und Wünnewil | nicht teilgenommen                                        |
| 2005 | Singapur                    | nicht teilgenommen                                        |
| 2007 | Frederikshavn               | nicht teilgenommen                                        |
| 2009 | Västerås                    | nicht teilgenommen                                        |
| 2011 | St. Gallen                  | nicht teilgenommen                                        |
| 2013 | Brünn, Ostrava              | nicht teilgenommen                                        |
| 2015 | Tampere                     | nicht teilgenommen                                        |
| 2017 | Bratislava                  | nicht teilgenommen                                        |
| 2019 | Neuenburg                   | nicht qualifiziert                                        |
| 2021 | Uppsala                     | keine Qualifikationsturniere aufgrund der Corona-Pandemie |
| 2023 | Singapur                    | nicht qualifiziert                                        |